# Vilém Slavata
Vilém Slavata gróf (Čestín  (Kutná Hora közelében);1572. december 1. – Jindřichův Hradec, 1652. január 19.) cseh államférfi, történész.

## Életpályája
Tanulmányait Prágában végezte. Hosszabb ideig utazgatott Angliában és Spanyolországban, majd 1600-ban II. Rudolf császár udvari marsallja és az országos törvényszék elnöke lett. 1602-ben feleségül vette Lucia Ottiliát, a Hradec-ház örökösét, és ezzel fejedelmi vagyonra tett szert. 1618.május 23-án őt és Jaroslav Martinitz helytartót a felkelők kidobták a prágai vár üléstermének ablakából („második” defenesztráció). II. Ferdinánd diadala után 1628-ban Csehország főkancellárja lett.

## Műve
Slavata megírta Csehország történetét, amelyből a II. Miksa császártól a fehérhegyi csatáig terjedő részeket J. Jireček  adta ki (Prága 1868-77).